# Robyn
Robin Miriam Carlsson (née le 12 juin 1979 à Stockholm), mieux connue sous le nom de scène Robyn, est une chanteuse suédoise. Elle devient connue à partir de la fin des années 1990, notamment dans son pays avec des morceaux tels que Show Me Love ou Do You Know (What It Takes) (en) puis au Royaume-Uni, aux États-Unis et aux Pays-Bas. Son single With Every Heartbeat, lui a permis d'occuper la première place des charts anglais.

## Biographie

### Débuts (1991–1993)
Robyn enregistre en 1991 le générique de l'émission de télévision suédoise Lilla Sportspegeln, appelée Du kan alltid bli nummer ett. C'est cette même année qu'elle interprète sa première chanson, écrite par elle-même, dans une autre émission qui s'appelait Söndagsöppet.
Robyn est découverte au début des années 1990 par la chanteuse suédoise pop Meja. Celle-ci et son groupe Legacy of Sound, alors qu'ils visitaient l'école de Robyn, participent à un atelier de musique. La performance de Robyn captive la chanteuse, à tel point qu'elle contacte ses managers et qu'un rendez-vous est arrangé avec Robyn et ses parents. À la fin de ses années de collège, Robyn signe un contrat avec Ricochet Records Sweden, une division locale de BMG. Elle collabore alors avec les producteurs Max Martin et Denniz PoP qui lui offriront des titres très populaires. Ils sont assistés dans l'écriture par Ulf Lindstrom et Johan Ekhe, qui aident également à la production, et ce jusqu'à la sortie de l'album Don't Stop the Music, en 2003[réf. nécessaire].

### Premiers albums (1994–2003)
Robyn débute donc sa carrière sur la scène pop à l'âge de 16 ans. Elle signe un accord avec RCA Records en 1994 pour sortir un premier single en Suède, You've Got that Somethin'. Plus tard la même année, elle rencontre le succès avec le single Do You Really Want Me. Ces deux titres feront partie de son premier album Robyn Is Here. Son succès américain commencera en 1997 avec les singles Show Me Love et Do You Know (What It Takes). Ces titres entreront tous deux dans le top10 du Billboard Hot 100. Ils auront également un certain succès au Royaume-Uni. Elle ressort aussi Do You Really Want Me à l'international mais il ne marchera pas aussi bien que les deux précédents titres. Pourtant, bien qu'il n'aurait pas dû être classé ne disposant pas de sortie physique aux États-Unis, il se classe à la 32e place du Billboard Hot 100 Airplay, de par ses diffusions en radio et télévisées.
De par sa popularité internationale nouvellement acquise, et plus particulièrement aux États-Unis, Robyn est choisie pour faire les premières parties de la tournée des Backstreet Boys en 1997. Mais peu de temps après, épuisée, les médecins lui conseillèrent de se reposer et elle regagna vite la Suède pour récupérer. Show Me Love est utilisé en 1998 par Lukas Moodysson dans son film Fucking Åmål, et le titre de la chanson est même utilisé comme titre du film dans les pays anglophones.
L'enregistrement de son deuxième album débute en 1998. My Truth est commercialisé le 17 mai 1999 en Suède, suivi par d'autres sorties dans d'autres pays européens. Le single Electric est un énorme tube à travers l'Europe, et propulse My Truth no 2 en Suède. My Truth était une autobiographie de Robyn, et incluait les titres Universal Woman et Giving You Back qui parlaient de son avortement secret,,. Cet album lui offre le respect de la critique qui estime qu'elle a su acquérir le stade de réel artiste.
Le label discographique de Robyn, RCA fait part de son intention de sortir ses prochains albums aux États-Unis. Cependant, après la sortie de My Truth en Suède, la maison de disques est revenue sur sa décision, estimant que le marché ne serait pas réceptif à son nouveau son. Après discussion entre RCA Suède et son homologue américain, il était prévu que My Truth soit partiellement réenregistré avec une production adaptée aux radios américaines. Robyn n'était pas à l'aise avec cette perspective et estimait que sa crédibilité artistique passait avant l'avis de son label, et My Truth ne sort donc pas aux États-Unis[réf. nécessaire].
En 2001, elle signe un contrat de distribution mondial avec Jive Records. La même année, Robyn participe à la bande-son du film On the Line, avec la chanson Say You'll Walk the Distance. Cette chanson est par la suite reprise par son compatriote, le chanteur Darin Zanyar.
En 2002, Robyn quitte son label RCA Records pour sortir un album sur Jive Records. Don't Stop the Music est le troisième album de Robyn, il est publié le 30 octobre 2002. En 2003, l'album est certifié disque de platine avec 60 000 disques vendus en Suède. En mai 2004, le premier best of de Robyn sort aux États-Unis. Robyn's Best est la version condensée de ses premiers albums avec des titres comme Do You Know (What It Takes).

### Robyn(2004–2008)

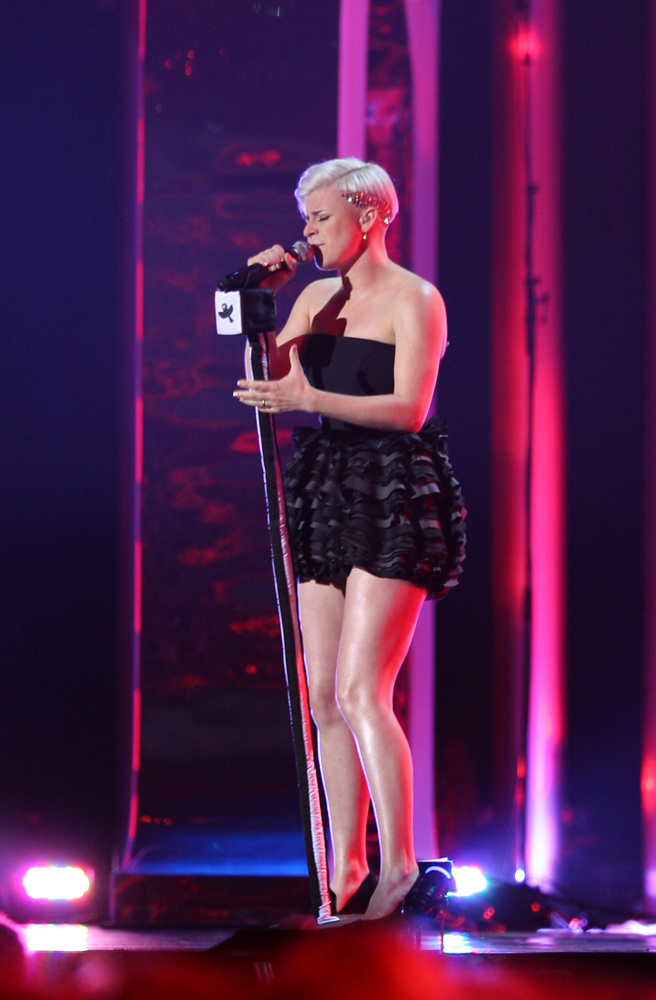
Robyn sur scène lors de la cérémonie du Prix Nobel de la paix en 2008.

La longue relation entre Robyn et Jive Records cesse en 2004, après des désaccords sur le titre Who's that Girl. Robyn décide alors de produire elle-même sa musique. La chanteuse sort un deuxième best of intitulé Det Bästa Med Robyn exclusivement commercialisé en Suède. Début 2005, elle quitte Jive Records pour lancer son propre label. Konichiwa Records est créé dans le but de libérer le potentiel artistique de Robyn. La même année, Robyn révèle sur son site internet que l'album sortira plus tôt que prévu et annonce des collaborations avec Klas Åhlund des Teddybears STHLM, The Knife ou encore Alexander Kronlund, producteur de Cheiron[réf. nécessaire].
L'album Robyn est le dernier qu'elle ait sorti avec BMG. En Mars 2005, la chanteuse sort le single Be Mine ! suivi un mois plus tard de son quatrième album studio, Robyn. L'album mixant rap, electro, RnB et new age se place numéro un des charts en Suède. En 2006, Robyn remporte trois prix aux Grammy Awards suédois : « meilleur album, « meilleure chanteuse pop » et « meilleure chanson ». Cet album hisse Robyn sur la scène internationale. Les collaborations se multiplient, notamment avec Darin Zanyar, Christian Falk et Basement Jaxx[réf. nécessaire].
Robyn sort trois singles qui ne figureront sur aucun album, Who's That Girl, Handle Me et Crash and Burn Girl, qui rencontrent un grand succès en Suède.  En avril 2007, Robyn sort une nouvelle version de son album Robyn destinée au Royaume-Uni. Handle Me, Be Mine!, Who's That Girl? et Dream On se classent dans le top trente des charts anglais. En Australie, Robyn atteint le top dix de l'iTunes Store[réf. nécessaire].
Konichiwa Records signe un accord avec Universal Music Group pour lancer et distribuer la musique de Robyn dans le reste du monde. Les disques sortent au Royaume-Uni sur le label Island Records. En avril 2008, une nouvelle version de Robyn sort aux États-Unis. With Every Heartbeat, Cobrastyle et Handle Me entrent dans le top dix des titres les plus diffusés dans les clubs et Cobrastyle bénéficie d'une large diffusion en radio. Pour promouvoir son nouvel album, Robyn fait une courte tournée aux États-Unis pour ensuite faire la première partie de Madonna lors des dates européennes de sa tournée mondiale Sticky and Sweet Tour.

### Body Talk(2009–2011)
En janvier 2009, Robyn est récompensée d'un Grammy Award suédois pour le « meilleur live 2008 », dans son discours, elle remercie Madonna pour le prix. Cette dernière fait partie de ses influences musicales. Dans une interview accordée à un magazine suédois[Lequel ?], Robyn annonce vouloir sortir trois albums pour l'année 2010. Le premier sortirait au printemps, le second en été et le troisième pour l'automne/hiver 2010. Pour promouvoir l'arrivée du nouvel album, Robyn sort les chansons Fembot, Dancehall Queen et None of Dem (featuring Röyksopp) en version numérique le 13 avril 2010. La première partie de la série Body Talk, Body Talk Pt. 1 sort sur EMI le 14 juin 2010 dans les pays Nordiques et le lendemain sur Interscope Records pour les États-Unis. Le single Dancing On My Own avait précédé la sortie de l'album début Juin. La chanson est numéro un en Suède et numéro quatre du top dix au Royaume-Uni et aux États-Unis. Robyn part en tournée en juillet-août 2010 sur le All Hearts Tour avec la chanteuse américaine Kelis pour promouvoir Body Talk. La tournée est suivie de quatre dates au Royaume-Uni à la fin octobre.
Le 6 septembre 2010 marque la sortie de Body Talk Pt. 2 au Royaume-Uni avec la version dance de Hang With Me de Body Talk Pt. 1. L'album comprend un duo avec le rappeur américain Snoop Dogg, U Should Know Better. Dans une interview accordée à BBC Newsbeat, Robyn s'exprime à propos de sa trilogie d'albums : « C'était juste quelque chose que je sentais que je devais faire. Je n'ai jamais pensé à vendre ou non des albums en faisant ce choix. Je l'ai juste fait pour moi. C'est une manière pour moi de rester inspirée et de continuer à faire les choses que j'aime faire »[réf. nécessaire]. Le 17 novembre 2010 sort le premier single de Body Talk Pt. 3, Indestructible. Une version acoustique de cette chanson était déjà disponible sur l'album précédent. Le titre sort une semaine plus tard au Royaume-Uni. L'album sort quant à lui le 29 novembre 2010. Robyn est la guest-star de l'épisode War at the Roses de Gossip Girl dans lequel elle interprète la version acoustique de Hang with Me et Dancing on My Own[réf. nécessaire].

### Depuis 2011
En 2013, Robyn collabore sur la chanson Go Kindergarten du groupe The Lonely Island. En 2014, elle collabore une nouvelle fois avec le duo norvégien Röyksopp le temps d'un mini-album de 5 pistes, Do It Again. Par ailleurs, une tournée, le Röyksopp and Robyn Do It Again Tour 2014, avait été entamée peu avant l'annonce de la sortie du mini-album[réf. nécessaire].
En 2020, elle est l'une des deux juges invitées de l'épisode 2 de la saison 12 de RuPaul's Drag Race. En fin d'épisode, et pour rendre hommage à sa présence dans l'émission, deux candidates s'affrontent en lip sync sur sa chanson Call Your Girlfriend.

## Discographie

### Albums studio
- 1997 : Robyn is Here.
- 1999 : My Truth.
- 2002 : Don't Stop the Music.
- 2007 : Robyn.
- 2010 : Body Talk Pt. 1.
- 2010 : Body Talk Pt. 2.
- 2010 : Body Talk Pt. 3.
- 2010 : Body Talk
- 2014 : Do It Again (avec Röyksopp)
- 2018 : Honey

### Singles et EP
| Année | Single                               | Classement des ventes | Classement des ventes | Classement des ventes | Classement des ventes | Classement des ventes | Classement des ventes | Classement des ventes | Classement des ventes | Classement des ventes | Classement des ventes | Album                |
| Année | Single                               | FR                    | SUE                   | UK                    | USA                   | P-B                   | IRL                   | NOR                   | AUS                   | NZ                    | ALL                   | Album                |
| ----- | ------------------------------------ | --------------------- | --------------------- | --------------------- | --------------------- | --------------------- | --------------------- | --------------------- | --------------------- | --------------------- | --------------------- | -------------------- |
| 1995  | You've Got that Somethin             | —                     | 24                    | 54                    | —                     | —                     | —                     | —                     | —                     | —                     | 85                    | Robyn Is Here        |
| 1995  | Do You Really Want Me (Show Respect) | —                     | 2                     | 20                    | 28 1                  | —                     | —                     | 7                     | —                     | 43                    | —                     | Robyn Is Here        |
| 1996  | Do You Know (What It Takes)          | —                     | 10                    | 26                    | 7                     | 82                    | —                     | —                     | 48                    | —                     | —                     | Robyn Is Here        |
| 1997  | Show Me Love                         | 36                    | 14                    | 8                     | 7                     | 27                    | —                     | —                     | 34                    | 10                    | 70                    | Robyn Is Here        |
| 1999  | Electric                             | —                     | 6                     | —                     | —                     | —                     | —                     | —                     | —                     | —                     | —                     | My Truth             |
| 1999  | Play                                 | —                     | 31                    | —                     | —                     | —                     | —                     | —                     | —                     | —                     | —                     | My Truth             |
| 2000  | My Only Reason                       | —                     | 53                    | —                     | —                     | —                     | —                     | —                     | —                     | —                     | —                     | My Truth             |
| 2002  | Keep This Fire Burning               | 37                    | 3                     | —                     | —                     | 52                    | —                     | 19                    | —                     | —                     | —                     | Don't Stop the Music |
| 2002  | Don't Stop the Music                 | —                     | 7                     | —                     | —                     | 85                    | —                     | 19                    | —                     | —                     | —                     | Don't Stop the Music |
| 2005  | Be Mine!                             | —                     | 3                     | —                     | —                     | —                     | —                     | 13                    | —                     | —                     | —                     | Robyn                |
| 2005  | Who's That Girl?                     | —                     | 37                    | —                     | —                     | —                     | —                     | —                     | —                     | —                     | —                     | Robyn                |
| 2006  | Handle Me                            | —                     | —                     | 17                    | —                     | —                     | 47                    | —                     | —                     | 20                    | —                     | Robyn                |
| 2006  | Crash and Burn Girl                  | —                     | —                     | —                     | —                     | —                     | —                     | —                     | —                     | —                     | —                     | Robyn                |
| 2007  | Konichiwa Bitches                    | —                     | —                     | 98                    | —                     | —                     | —                     | —                     | —                     | —                     | —                     | Robyn                |
| 2007  | With Every Heartbeat (avec Kleerup)  | 30                    | 18                    | 1                     | —                     | 7                     | 15                    | —                     | —                     | —                     | 38                    | Robyn                |
| 2008  | Be Mine (réédition)                  | —                     | —                     | 10                    | —                     | —                     | —                     | —                     | —                     | —                     | —                     | Robyn                |
| 2008  | Cobrastyle                           | —                     | —                     | —                     | —                     | —                     | —                     | —                     | —                     | —                     | —                     | Robyn                |
| 2008  | Bum Like You (de Fifa 08 OST)        | —                     | —                     | —                     | —                     | —                     | —                     | —                     | —                     | —                     | —                     | Robyn                |
| 2008  | Dream On (avec Christian Falk)       | —                     | —                     | —                     | —                     | —                     | —                     | —                     | —                     | —                     | —                     |                      |
| 2010  | Dancing on my Own                    | —                     | 1                     | 8                     | —                     | —                     | —                     | —                     | —                     | —                     | —                     | Body Talk Pt. 1      |
| 2010  | None of Dem (avec Röyksopp)          | —                     | —                     | —                     | —                     | —                     | —                     | —                     | —                     | —                     | —                     | Body Talk Pt. 1      |
| 2010  | Don't Fucking Tell Me What to Do     | —                     | —                     | —                     | —                     | —                     | —                     | —                     | —                     | —                     | —                     | Body Talk Pt. 1      |
| 2010  | Hang with Me                         | —                     | —                     | —                     | —                     | —                     | —                     | —                     | —                     | —                     | —                     | Body Talk Pt. 2      |
| 2010  | Indestructible                       | —                     | 4                     | —                     | —                     | —                     | —                     | —                     | —                     | —                     | —                     | Body Talk Pt. 3      |
| 2011  | Call Your Girlfriend                 | —                     | 43                    | 55                    | 1                     | 8                     | —                     | —                     | —                     | 17                    | —                     | Body Talk Pt. 3      |
| 2014  | Do it again                          | 117                   | 16                    | 75                    | 16                    | 65                    | 91                    | —                     | 99                    | 65                    | —                     | Do it again          |